# BMW Série 7

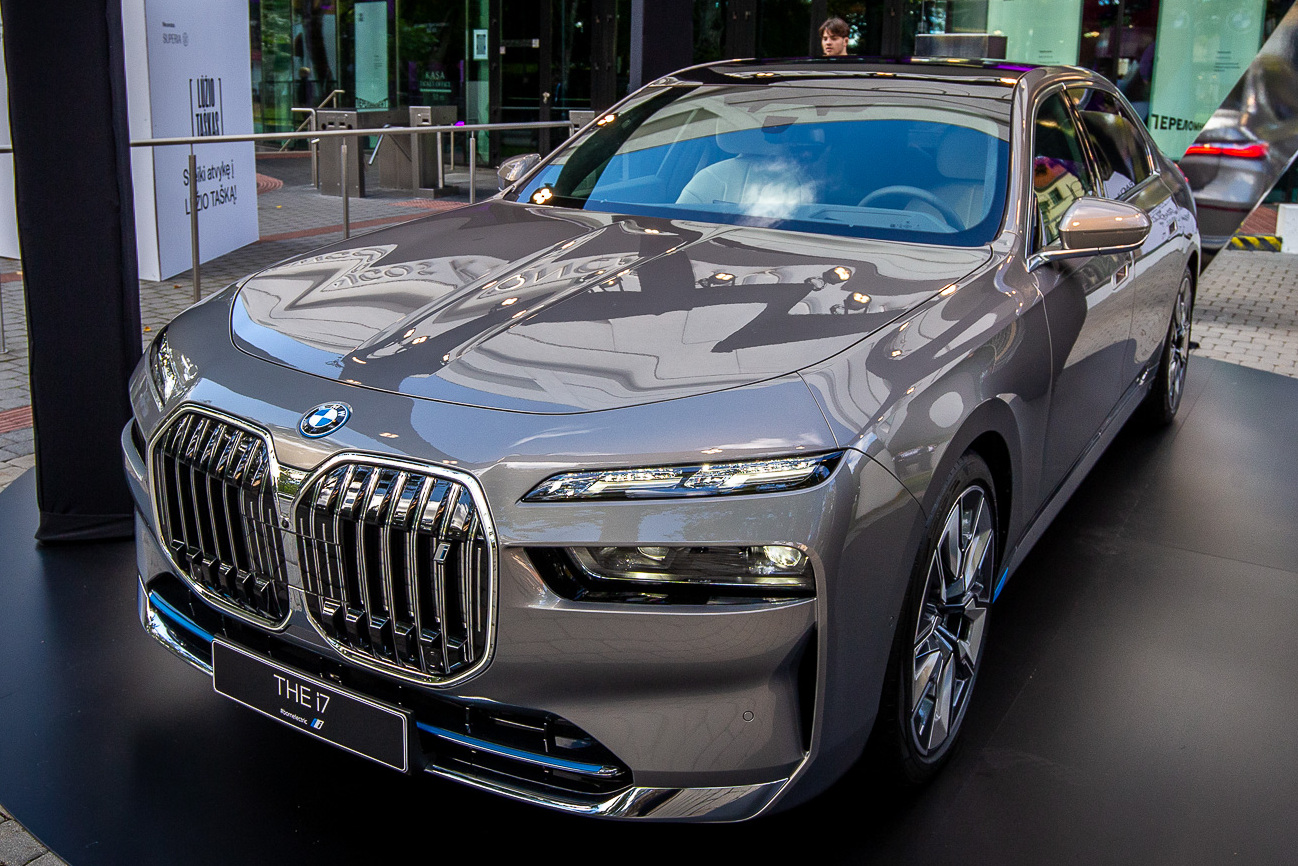
BMW i7

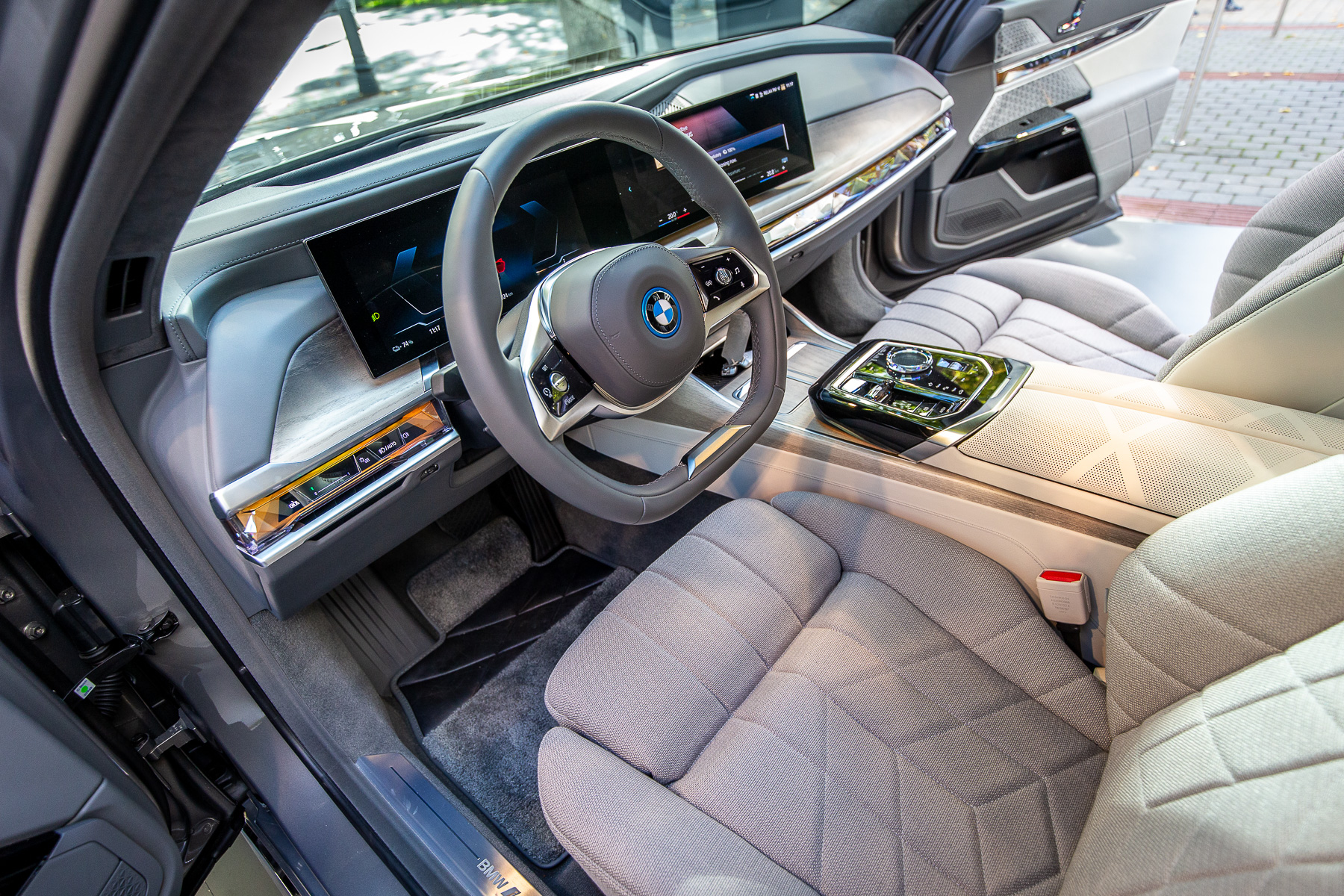
BMW i7

Série 7 é a denominação de uma série de automóveis fabricados pela BMW:
- BMW Série 7 (E23)
- BMW Série 7 (E32)
- BMW Série 7 (E38)
- BMW Série 7 (E65/E66/E67/E68)
- BMW Série 7 (F01)
- BMW Série 7 (G11)
- BMW Série 7 (G70)